# Pino del Oro
Pino del Oro település Spanyolországban,  Zamora tartományban. Pino del Oro Fonfría, Muelas del Pan, Villalcampo és Villadepera községekkel határos. Lakosainak száma 175 fő (2024).

## Népesség
A település népessége az utóbbi években az alábbiak szerint változott:
| Lakosok száma | 239  | 221  | 198  | 200  | 189  | 191  | 213  | 195  | 180  | 175  |
|               | 2001 | 2004 | 2007 | 2009 | 2012 | 2014 | 2017 | 2019 | 2022 | 2024 |